# Kobo Touch

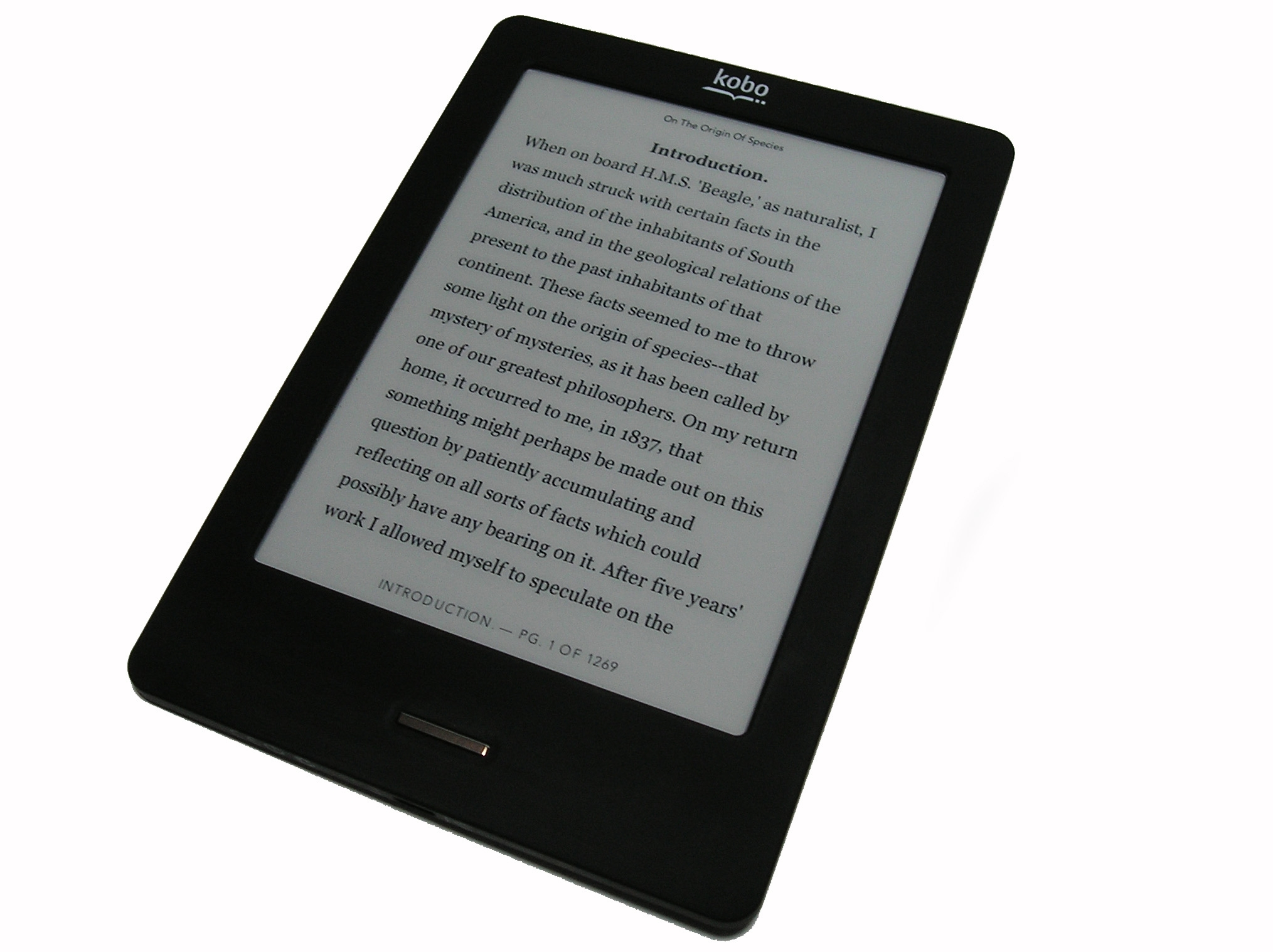
eReader Kobo Touch na versão preta

O Kobo Touch (também chamado de "Kobo Touch eReader") é a terceira geração do dispositivo Kobo e-reader desenhado pela Kobo Inc. Ele foi revelado em 23 de maio de 2011 e foi lançado nos Estados Unidos em 10 de junho de 2011 pelo preço de $129.99.
O Kobo Touch 2.0, o sucessor para o Touch, foi lançado em setembro de 2015.

## Hardware
Este modelo do Kobo Touch melhorou sobre seu antecessor por usar uma tela zForce sensível ao toque; por isso seu nome, o Kobo Touch. A interface de toque baseada em infravermelho não  requer condutividade elétrica, permitindo ao usuário a interagir com o dispositivo enquanto usa luvas. Outras melhorias incluíam uma tela E Ink Pearl, um processador mais rápido capaz de suavização panorâmica em PDF, suporte a conexão Wi-Fi 802.11n, e peso e tamanho reduzidos.
O Kobo Touch é expedido em cinco cores: lilás, azul, prata, preto e branco. Ele é feito de um plástico macio e fosco. A parte de trás de todos os dispositivos Kobo exibe um padrão acolchoado. Assim como o modelo original do Kobo, o Touch é fabricado em Taiwan.
O Kobo Touch foi introduzido para competir com o Kindle da Amazon e o Nook da Barnes & Noble. Por não incluir um teclado físico como o Kindle Keyboard, e deixando apenas um botão home na parte frontal do dispositivo, o Kobo foi capaz de reduzir mais ainda as dimensões do Touch. Os 2GB de memória era similar ao que os concorrentes ofereciam; esta memória permite o armazenamento de aproximadamente 1000 livros. Com um cartão microSD de 32GB que pode ser inserido ao lado do Kobo Touch, o número de livros que pode ser armazenado aumenta para 30000.
A vida da bateria do Kobo Touch é estimada em aproximadamente um mês, assumindo a leitura de 30 minutos por dia e o Wi-Fi desligado.

### Variantes
Três variantes do Kobo Touch foram lançadas: N905, N905B e N905C. A primeira foi o Kobo Touch original; a segunda foi o modelo com propagandas; a terceira foi o modelo de baixo custo apresentado depois do lançamento do Kobo Glo.

## Software
O Kobo Touch roda no Firmware Kobo Touch, baseado no núcleo Linux. O software está disponível em 8 idiomas e 2 variantes: inglês, francês, francês canadense, japonês, alemão, holandês, italiano, espanhol, português e português brasileiro.
A tela principal exibe quadros que atualiza automaticamente baseado em ações que o usuário tenha feito. Os quadros podem aparecer para livros, jornais, revistas, categorias de lojas, ou jogos que o usuário tenha lido, navegado ou jogado recentemente, respectivamente. A tela principal é chamada de "Vida de leitura".
A principal aplicação, o leitor digital, suporta uma variedade de formatos de livros eletrônicos: ePub, PDF, Adobe DRM, MOBI, RTF, HTML, TXT, Comic Book Archive file, JPEG, PNG, BMP, GIF, TIFF. Ao agitar ou tocar um lado da tela, o usuário pode avançar para a próxima página ou página anterior. Ajustar a fonte é possível com uma funcionalidade chamada TypeGenius: os usuários podem mudar o peso, nitidez e tamanho da fonte de qualquer fonte preinstalada no Kobo. Destacar, adicionar anotações, e procurar por definiões nos dicionários acoplados também é possível ao tocar e segurar uma passagem em qualquer parte do livro. O Kobo Touch também fornece estatísticas sobre o progresso da leitura: tempo médio de leitura por sessão, tempo total lido, páginas viradas e a porcentagem já lida do livro.
Os livros podem ser visualizados em uma lista ou grade na biblioteca do usuário. Eles podem ser organizados baseados no título, autor, tamanho do arquivo, tipo do arquivo e quando eles foram abertos por último. Os usuários também podem organizar seus livros em coleções.
Os usuários podem também baixar livros fazendo uso da Kobo Bookstore. Adicionar livros a uma lista de desejos, comprar livros e navegar pela biblioteca pode ser feito no próprio Kobo graças ao chip Wi-Fi. Assim que comprados, os livros são salvos na núvem e podem ser baixados novamente a qualquer momento se o usuário tiver excluído o livro do seu dispositivo. Esta funcionalidade também permite que a localização da leitura, marcações, destaques e anotações fiquem sincronizadas entre os muitos dispositivos.
Os eBooks compatíveis com o Kobo Touch podem ser emprestados de diversas bibliotecas públicas, incluindo a Ottawa Public Library e a Toronto Public Library. Esses livros com DRM requerem autenticação da Adobe para que possam ser lidos no dispositivo. Os livros podem ser adicionados ao dispositivo com o aplicativo Kobo Desktop  ou aplicativos de terceiros como o Calibre.
O Kobo Touch também inclui integração com o serviço ler-depois do aplicativo Pocket. Assim que um usuário entra com sua conta Pocket, artigos salvos ao Pocket podem ser lidos no Kobo Touch.
Quatro aplicações estão inclusas no Kobo Touch: um navegador web, sudoku, xadrez - agora substituído pelo Unblock It - e um bloco de desenhos. O navegador web permite o download de arquivos que podem ser lidos no dispositivo. O Kobo não fornece suporte técnico para esses aplicativos.
Originalmente, 15 prévias gratuitas de seletos livros estavam inclusas, embora a Kobo cessou a inclusão de livros com seus dispositivos.

## Recepção
A reação inicial ao Kobo Touch foi de mista a positiva. Revisores elogiaram o design do dispositivo, e o software, mais notavelmente elogiando a inclusão de uma tela sensível ao toque, um novo painel E-ink, uma entrada de cartão microSD, aplicativos inclusos e o minimalismo do dispositivo. As reclamações incluíam uma lentidão geral na interface (o qual eventualmente foi resolvido em atualizações de firmware) e a falta de botões físicos para mudar de página.